# Mosaïque au dieu Océan du domaine de Saint-Girons
La mosaïque au dieu Océan du domaine de Saint-Girons est une mosaïque de 20 m2 de surface datant de la fin du IVe siècle ou début du Ve siècle. Elle fut découverte en 1979 dans le quartier de Saint-Girons, à Maubourguet, dans le département des Hautes-Pyrénées en France.
Le site archéologique du domaine de Saint-Girons est classé au titre des monuments historiques de France depuis 1980. Le domaine est une ancienne villa gallo-romaine datant du IVe siècle.

## Découverte
L'hagiotoponyme du lieu-dit Saint-Girons et la découverte d’objets antiques tels que des tuiles romaines et des tessons de céramique, ont permis à Sylvain Doussau, archéologue amateur, d'identifier en 1971 le site de Saint-Girons comme étant un site gallo-romain probable. 
Le 12 avril 1979, Yves Fraysse, un entrepreneur local, met au jour une partie de la mosaïque lors de travaux de terrassement effectués à la demande du propriétaire du domaine,. La surface dégagée montre un dallage mosaïqué polychrome composé de  différents motifs. Yves Fraysse, sensibilisé à l’archéologie, informe alors Sylvain Doussau de sa découverte. Ce dernier, détenteur d’une autorisation de fouilles, aidé de Roland Coquerel, ancien correspondant départemental des antiquités historiques de la région Midi-Pyrénées et Jean Guilhas, devenu maire de la ville en 1998, découvrent un emblema (emblème ou motif de décoration central) au centre de la mosaïque.  Cet emblema représente Ôkeanos, le dieu Océan, le Père de toutes les Eaux.  L’ensemble de la mosaïque est dégagé les jours suivants. 
En mai 1979, Catherine Balmelle, chargée de recherches au CNRS, prend en charge l'étude scientifique de la mosaïque. D’autres fouilles et des sondages permettent d’identifier des sépultures et des fragments de sarcophages dans l’environnement de la mosaïque. Ces découvertes confortent l’hypothèse d'un lieu de culte chrétien de l'Antiquité tardive, comme le toponyme Saint-Girons, Sanctus Girontius en latin – nom d’un des évangélisateurs de la Gaule romaine – le laissait supposer. 
Après ces premières découvertes, le site est à nouveau enfoui en juin 1979 afin de le protéger.

## Dépose de la mosaïque
La mosaïque au dieu Océan du domaine de Saint-Girons est inscrite à l’inventaire national des monuments historiques de France le 7 juillet 1980. Elle reste cependant inaccessible durant plus de vingt ans. En 2001, Jean Guilhas, maire de la ville, lance le projet de dépose de la mosaïque et fait progresser le dossier administratif. En 2002, le conservateur régional de l’Archéologie délivre une autorisation de fouilles en vue de l’évaluation du site de Saint-Girons. Ces fouilles s’effectuent en janvier et en mars 2003. À l’issue de ces fouilles, un accord de principe pour la dépose de la mosaïque est donné en février 2004. 

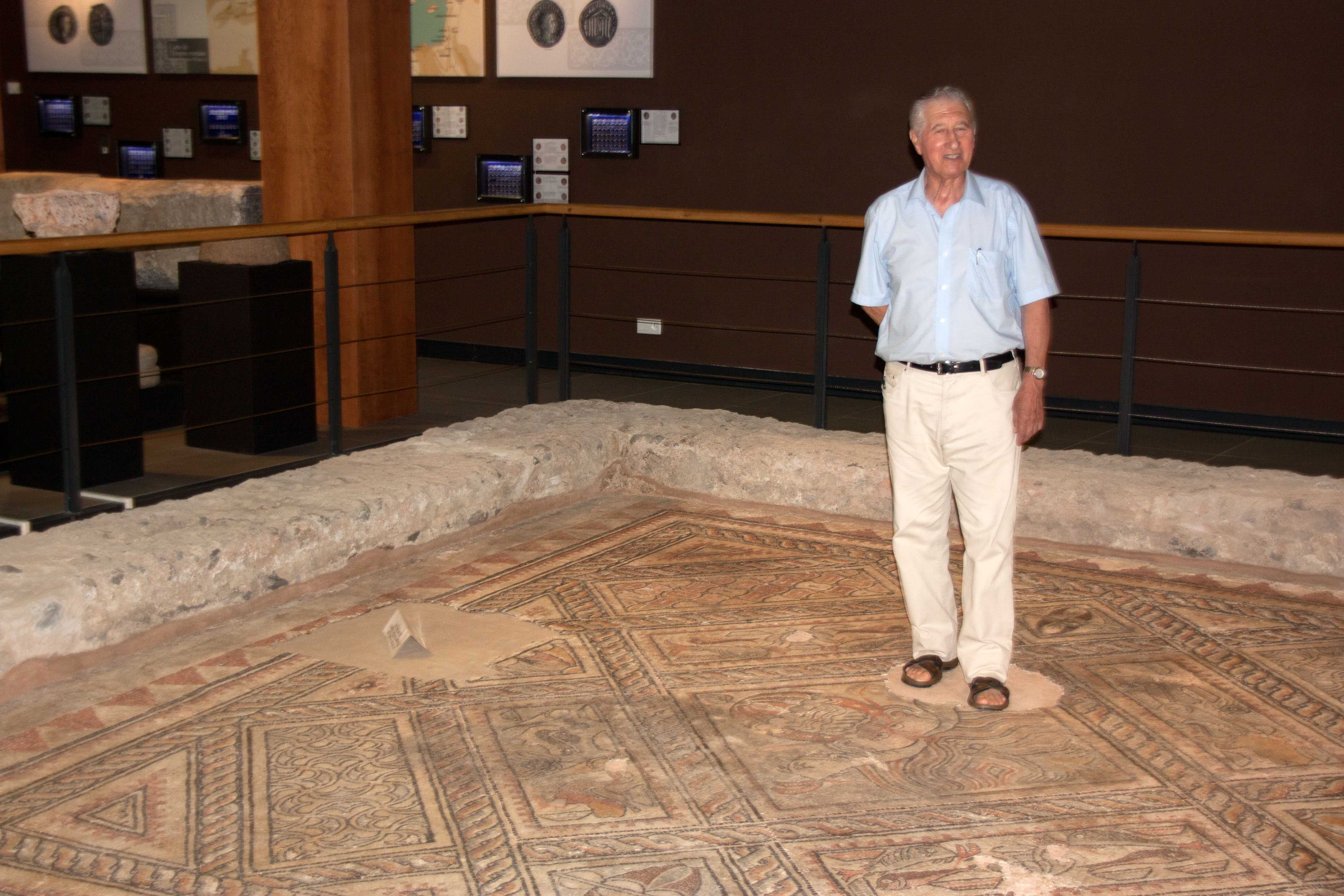
Sylvain Doussau dans l'espace muséographique de Maubourguet en août 2011.

Le 7 mai 2004, la commission régionale des sites et monuments de Midi-Pyrénées et le service régional de l'archéologie donnent leurs recommandations à la municipalité de la ville de Maubourguet en vue de la dépose de la mosaïque, notamment l'élaboration d’un projet de création d’un espace muséographique. En mai et juin 2005, la mosaïque est à nouveau dégagée en vue de l’établissement d'un devis. Les travaux commencent le 5 septembre 2005 et durent une dizaine de jours. Puis, des fouilles sont entreprises, sous et autour de la mosaïque. Les murs entourant le dallage sont à leur tour déposés au début de l’année 2006.
En janvier 2009, les murs antiques qui entouraient la mosaïque de Saint-Girons sont remontés dans le chantier du futur espace muséographique de Maubourguet en cours de construction. La mosaïque est reposée à son tour dans le musée au cours de l’année 2010. 
L’espace muséographique de Maubourguet est inauguré le 17 juin 2011. La mosaïque en est la pièce maîtresse.

## Description

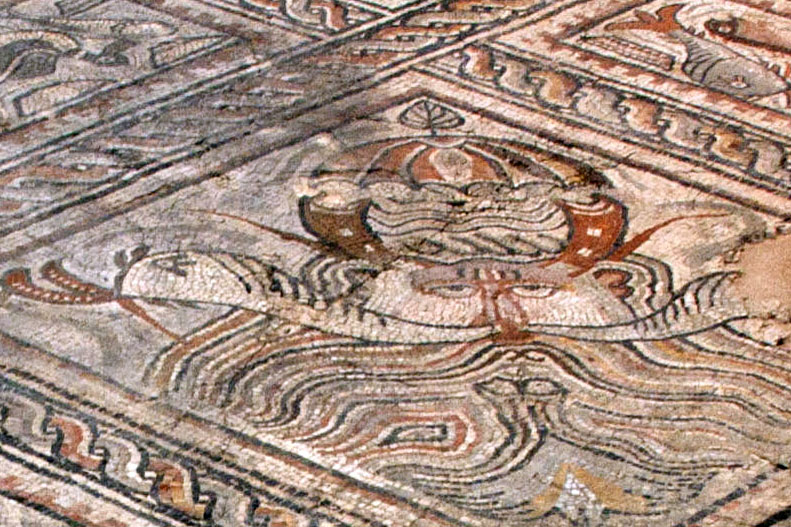
Le dieu Océan au centre de la mosaïque.

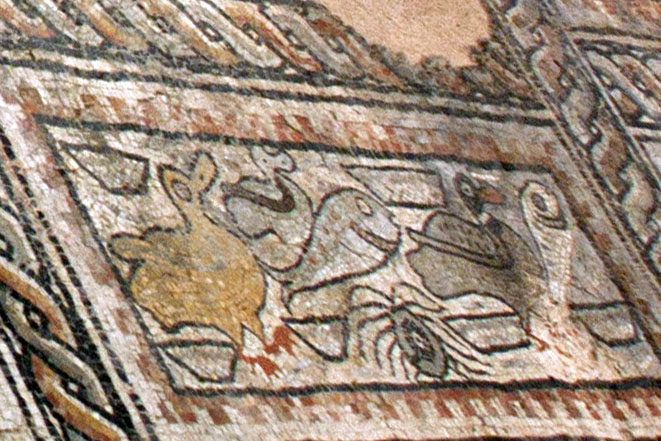
Représentation d'animaux aquatiques sur les côtés de la mosaïque.

La mosaïque appartenait au décor d'un bassin d'eau froide (frigidarium) des thermes d'une importante villa gallo-romaine. Ses dimensions sont de 4,67 m sur 4,30 m. Elle était délimitée par des murs de 70 cm de largeur. 
L'image du dieu Océan est représentée au centre de la mosaïque. Il est  entouré d'animaux aquatiques : poissons, poulpes canards et dauphins. Les figures situées sur les côtés représentent des paires de coquilles.